# Schlossgut Oberambach

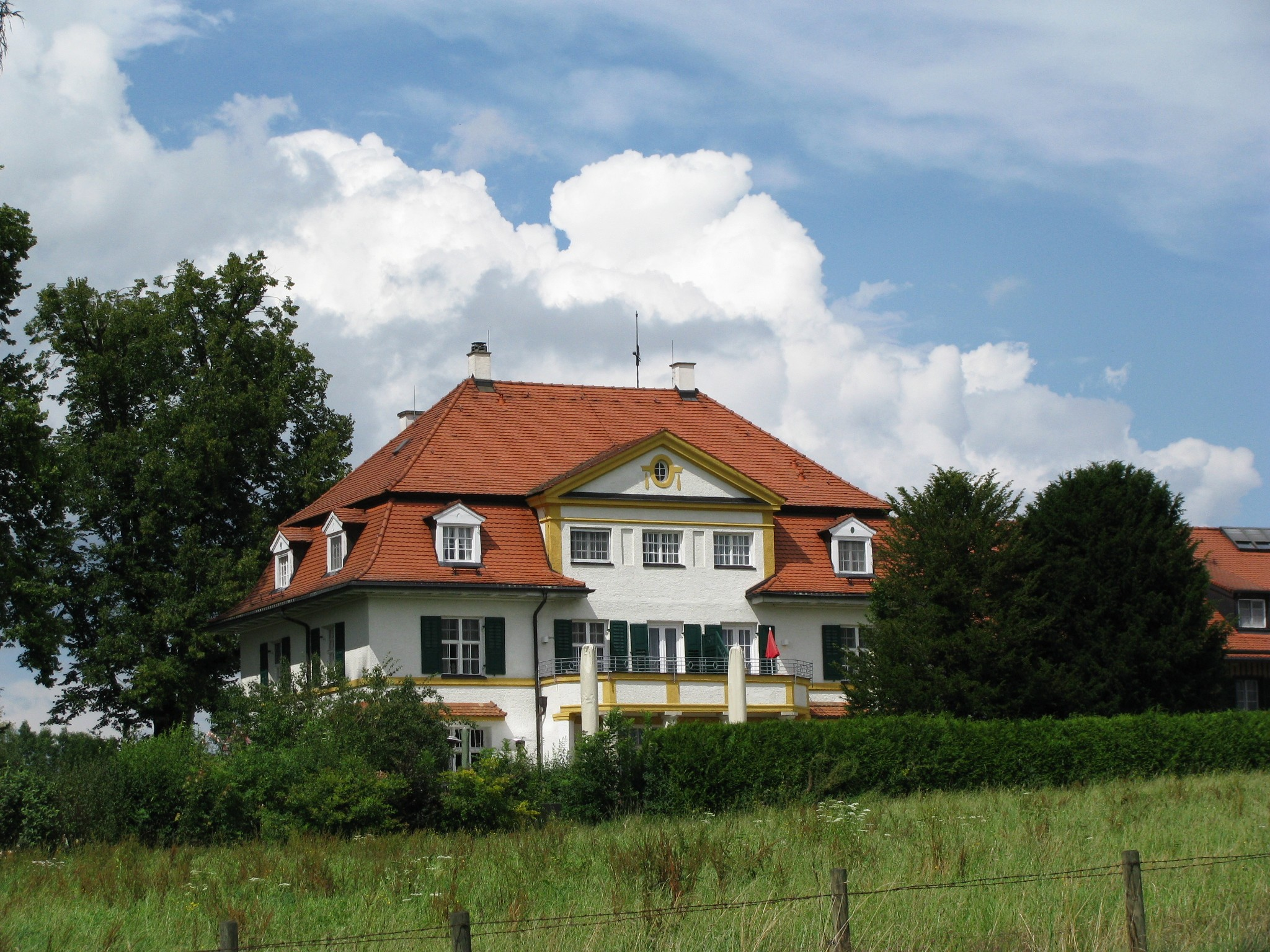
Herrensitz Oberambach

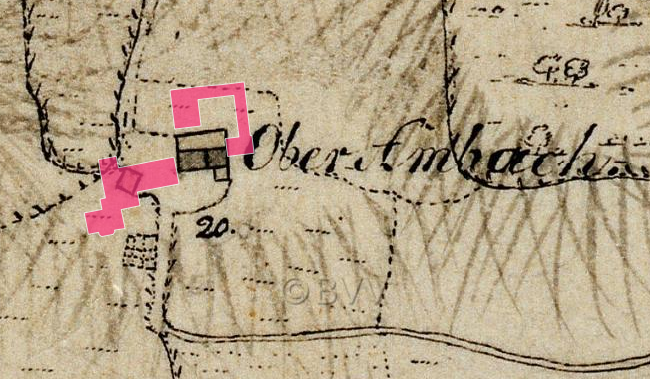
Lageplan von Schloss Oberambach auf dem Urkataster von Bayern

Das Gut Oberambach liegt in Oberambach, einem Ortsteil der Gemeinde Münsing am Starnberger See im Landkreis Bad Tölz-Wolfratshausen in Bayern. Die Anlage ist unter der Aktennummer D-1-73-137-45 als denkmalgeschütztes Baudenkmal von Münsing verzeichnet. 

## Geschichte
Der Hof wurde 1476 erstmals im Reichsarchiv erwähnt und gehörte zum Grundeigentum des Klosters Schäftlarn. Der Propst des Klosters überließ ihn den Bauern der Umgebung zur Bewirtschaftung und Nutzung. Im Jahre 1574 ging das Grundeigentum auf das Kloster Bernried über.
Am 18. Oktober 1869 erwarben Franz Freiherr von Lobkowitz und seine Frau Marie Therese das Gut für 9400 Gulden und bauten es zum Herrensitz aus. Das jetzige, denkmalgeschützte Gebäude wurde in den Jahren 1903 bis 1907 errichtet. Unter dem späteren Besitzer Baron Eberhard von Kleydorff entwickelte sich das Haus zum Treffpunkt von Künstlern, Literaten und Freidenkern. 
1991 wurde es von der Familie Schwabe erworben und in ein Hotel umgebaut.

## Beschreibung
Der Gutshof besteht aus einem einfirsthofähnlichen Satteldachbau (um 1870) mit einer rückseitiger Tennenauffahrt, einem südlichen Zwiebelturm und einem zweigeschossigen barockisierenden Mansardwalmdachbau mit Altane und Zwerchhaus (um 1881). Zu der Anlage gehört ein Ökonomiegebäude; dieses ist ein vierflügeliger Satteldachbau um einen Wirtschaftshof (um 1929/30).